# Selección de fútbol de Delhi
La Selección de fútbol de Delhi es el equipo representativo de Delhi, India en el Trofeo Santosh. Hasta 2018 el equipo ha conquistado el torneo una única vez y otra ha terminado subcampeón.
El defensor Abhishek Rawat lideró la selección de Delhi de 20 miembros en la ronda final del 69.º Campeonato Nacional de Fútbol Senior del Trofeo Santosh, que se celebró en Jalandhar y Ludhiana del 1 al 15 de marzo.

## Palmarés
- Trofeo Santosh

Títulos: 1

1944-45 

Subcampeoatos: 1

1941-42